# 考特妮·肯尼迪
考特妮·肯尼迪（英語：Courtney Kennedy，1979年3月29日—），美国女子冰球运动员。她曾代表美国国家队参加2002年和2006年冬季奥林匹克运动会冰球比赛，获得一枚银牌和一枚铜牌。